# Tassilo von Heydebrand und der Lasa
Tassilo, Baró von Heydebrand und der Lasa (conegut com a baró von der Lasa), (17 d'octubre de 1818, Berlín - 27 de juliol de 1899, Storchnest, prop de Lissa, Gran Polònia, llavors Imperi Alemany), fou un destacat jugador, historiador, i teòric d'escacs alemany. Fou membre del Club d'Escacs de Berlín i un dels fundadors de les Plèiades de Berlín.

## Biografia
El seu nom és citat normalment de manera abreujada, com a "von der Lasa", ja que així era com signava les seves cartes. De tota manera, tant els seus contemporanis com alguns escriptors més recents han emprat d'altres abreviacions, com ara "von Heydebrandt" (que es basa en un mal delletreig) i "Der Lasa". El Rei de Prússia (posteriroment Emperador) Guillem I va bromejar en una ocasió sobre la confusió existent amb el nom, dient, "Bon dia, estimat Heydebrand. Com va en von der Lasa?"
Von der Lasa va néixer el 17 d'octubre de 1818 a Berlín. Estudià dret a Bonn i Berlín. Des 1845 va fer de diplomàtic al servei de Prússia. La seva carrera el va portar a Estocolm, Copenhaguen i Rio de Janeiro, entre altres llocs. Es va retirar del servei diplomàtic el 1864, i posteriorment es va dedicar al món dels escacs.

## Resultats destacats en competició
Va jugar diversos matxs i va derrotar els mestres més forts del món en el període 1843-1853. Va guanyar matxs contra Henry Thomas Buckle 2-1 (1843), Adolf Anderssen 4-2 (1845), Johann Löwenthal 6-1 (1846), John William Schulten 4-1 (1850), Anderssen 10-5 (1851), i Howard Staunton 7-6 (1853).

## Escriptor, organitzador, i promotor dels escacs
Actualment en von der Lasa és conegut sobretot com l'autor principal del Handbuch des Schachspiels (obra publicada per primera vegada el 1843). El seu amic Paul Rudolf von Bilguer, responsable de la idea original, havia mort el 1840, amb l'obra encara en les primeres etapes. Von der Lasa es va fer càrrec d'enllestir-la, i, en un noble gest d'amistat, de posar el nom del seu amic com a autor. En edicions posteriors del Handbuch, en alemany comunament anomenat der Bilguer, von der Lasa també hi consta com a coautor.
El 1850 von der Lasa va publicar al Deutsche Schachzeitung (Revista alemanya d'escacs) una convocatòria d'un torneig internacional d'escacs, que hauria estat el primer de tots els temps, i que s'havia de celebrar a Trèveris. Finalment, però, no es va poder celebrar, i el primer torneig de la història es va celebrar el 1851 a Londres. Von der Lasa no hi va jugar, i en general no va poder participar mai gaires en torneigs, ja que normalment estava ocupat amb temes organitzatius, però sí que va jugar nombroses partides amistores contra els principals mestres de l'època, com Howard Staunton (el 1853) i Adolf Anderssen (els anys 1845 i 1846). També va ser un reconegut investigador i teòric dels escacs, i va publicar nombrosos articles a la Deutsche Schachzeitung i, el 1897, la seva gran obra Zur Geschichte und Literatur des Schachspiels, Forschungen Investigacions (Recerca en la història i la literatura d'escacs). En el curs de les seves investigacions, va viatjar extensament (incloent un viatge al voltant del món el 1887-1888) i va acumular una gran col·lecció de més de 2.000 llibres d'escacs, de la qual va publicar un catàleg el 1896. El 1898 la Federació Alemanya d'Escacs reconegué els seus incansables esforços i èxits, i el guardonà com a primer membre honorari.
Un dels últims serveis de von der Lhasa als escacs fou el d'encoratjar en HJR Murray per insistir en les seves investigacions sobre la història primerenca dels escacs. Von der Lasa va morir el 27 de juliol de 1899 a Storchnest (Gran Polònia) (en aquell momenta Prússia, actualment a Polònia). La seva biblioteca és intacta al Castell de Kórnik prop de Poznań.